# 中華民国鉄道文化協会
中華民国鉄道文化協会（繁体字中国語: 中華民國鐵道文化協會、英語: Railway Cultural Society, Taiwan/英略称:RCS）は中華民国内政部に正式登録された、鉄道愛好者による鉄道研究を目的としたNGOかつNPO団体。1995年に台北市で設立された。
観光保存鉄道の国際組織「WATTRAIN (World Association of Tourst Trams and Trains）」正式会員であるとともに、アジア太平洋地区の保存鉄道協力組織「APHTRO（Asia Pacific Heritage and Tourist Rail Organization）」の正式な台湾代表でもある。

## 沿革
1988年6月9日（鐵路節：台湾の鉄道の日）国立交通大学の鉄道ファングループが校内で鉄道研究による台湾史の考察を目的に
交通大学鉄道研究会を設立。ならびに交通大学以外のファンにも参加を促した。数年後、単純に鉄道愛好家の集まりに過ぎなかった研究会は次第に鉄道文化の保存と進化を目指し、1995年に内政部に中華民国人民団体法（zh:人民團體）に則った正式な非政府組織として登録申請、1996年10月22日に正式設立となった（内政部登録番号第8435746号）。
2004年から2010年末までは台北県淡水鎮（現新北市淡水区）に本部を設けており、2011年以降高雄市鼓山区（元高雄港駅、現在の旧打狗駅故事館内）に拠点を移した。2021年8月に正式な社団法人として組織を改編、台中市に拠点を移転した。

### 歴代役員
| 任期  | 期間                           | 会長   | 副会長 | 常務理事                        | 理事                                                                            | 常務監事       | 監事                            | 鐵道情報 総編集          | 打狗故事館長             |
| ----- | ------------------------------ | ------ | ------ | ------------------------------- | ------------------------------------------------------------------------------- | -------------- | ------------------------------- | ------------------------ | ------------------------ |
| 第1期 | 1995年10月22日～ 1998年11月1日 | 任恒毅 |        | 朱聖隆、鄭銘彰、 頼徳湘、謝明勳 | 何明成、杜怡和、林信宏、邱国煌、洪致文、 張定祺、許乃懿、童振疆、楊永蔚、蔡宜儒 | 呉良軍         | 古仁栄、施衣峰、 曾秀忠、楊鎮栄 | 頼徳湘                   | -                        |
| 第2期 | 1998年11月1日～ 2001年11月17日 | 呉易翰 |        | 朱聖隆、許乃懿、 鄭銘彰、頼徳湘 | 王建華、杜怡和、林信宏、馬昌宏、張定祺、 許青雲、曾秀忠、童振疆、楊鎮栄、蘇敦正 | 林谷峻         | 邱国煌、蔡宜儒、 謝明勳、蘇昭旭 | 謝明勳                   | -                        |
| 第3期 | 2001年11月17日～ 2004年11月6日 | 許乃懿 |        | 朱聖隆、呉易翰、 鄭銘彰、謝明勳 | 王建華、呉良軍、杜怡和、林信宏、馬昌宏、 曾秀忠、童振疆、鄧志忠、蘇昭旭、蘇敦正 | 林谷峻         | 施衣峰、趙中岳、 劉佳明、厳裕欽 | 鄧志忠                   | -                        |
| 第4期 | 2004年11月6日～ 2007年12月22日 | 鄭銘彰 |        | 朱聖隆、呉易翰、 林信宏、洪致文 | 王仕栄、杜怡和、馬昌宏、許照興、童振疆、 鄧志忠、謝明勳、羅文徳、蘇昭旭、蘇敦正 | 林谷峻         | 許乃懿、郭俊傑、 趙中岳、厳裕欽 | 洪致文                   | -                        |
| 第5期 | 2007年12月22日～ 2011年1月15日 | 厳裕欽 |        | 朱聖隆、許乃懿、 許照興、謝明勳 | 李政宏、林信宏、洪致文、馬昌宏、楊永蔚、 劉宥緯、鄧志忠、羅文德、蘇奕肇、蘇昭旭 | 鄭銘彰         | 林谷峻、施衣峰、 郭俊傑、趙中岳 | 黄維崧                   | 謝明勳                   |
| 第6期 | 2011年1月15日～ 2014年1月11日  | 謝明勳 | 古庭維 | 朱聖隆、許乃懿、 蔡佩玲         | 王在徳、李政宏、翁幸昭、馬昌宏、許洋豪、 許照興、廖健竣、鄧志忠、蘇奕肇、龔履平 | 厳裕欽・劉宥緯 | 林谷峻、洪致文、 鄭銘彰         | 古庭維                   | 謝明勳                   |
| 第7期 | 2014年1月11日～ 2017年2月19日  | 任恒毅 | 古庭維 | 朱聖隆、蔡佩玲、 鄧志忠         | 王在德、李政宏、翁幸昭、馬昌宏、許洋豪、 許照興、陳威臣、陳建竹、廖健竣、龔履平 | 劉宥緯         | 林谷峻、洪致文、 黄維崧、蘇奕肇 | 古庭維                   | 陳建竹                   |
| 第8期 | 2017年2月19日～ 2020年2月16日  | 許照興 | 李政宏 | 林信宏、翁幸昭、 鄧志忠         | 田瑞哲、石雅棻、呉俊言、林士峰、林政谷、 張瑞欽、郭俊傑、黄健彰、劉俊宏、劉俊賢 | 劉宥緯         | 林孟学、兪秋苓、 許乃懿、楊永蔚 | 古庭維                   | 古庭維                   |
| 第9期 | 2020年2月17日～ 現任           | 劉宥緯 | 翁幸昭 | 林政谷                          | 石雅棻、呉俊言、李政宏、 張乾瑋、劉俊宏、羅聿偉                                 | 許照興         | 兪秋苓、許乃懿                  | 春臨臺灣文化事業坊に移譲 | 春臨臺灣文化事業坊に移譲 |

## 実績
協会設立後は鉄道文化遺産の保存活動を継続的に行っているほか、様々なイベントを開催・共催している。
- 1990年代当時の台湾省省長であった宋楚瑜は台中駅の2代目駅舎保存に消極的で、撤去・移設のうえで駅の商業化を推進しており、危機感を抱いた発足直後の協会は1995年10月に古風史蹟協会など12の団体と「推動台湾火車站保存再生行動聯盟」を結成、全土で「全台大串連保存運動」を展開した。あるときは台北と高雄に分かれて列車に乗りこみ車中で協会のメンバーがガイド役として一般市民への啓蒙を行い、台中駅で全員が集結して保存の意義を訴えた。この運動が総統の李登輝にも聞き及ぶこととなり、李は方針を撤回する声明を出した。その後、新竹・台中・台南・高雄などの駅舎の国定古蹟指定を勝ち取り新駅舎供用後も保存が決定した[9]。
- また、台鉄局は初期には多数の扇形車庫を保有していた。その後駅の改造や都市計画の進行で次第に消失していったが、現在は彰化扇形庫のみが現存している。このときに協会が保存を訴え、保存方式を提出するなど粘り強く活動した[10]。最終的に台鉄が保存することとなり、2000年には県定古蹟に指定。活動は成果を収めた。
- 台鉄局がTEMU1000型電車の愛称公募で太魯閣号と命名する際、協会メンバーが外部選考委員を担った[11]。
- 苗栗県と台中市を結ぶ台中線が1998年に新ルートに切り替え後、廃棄される予定だった旧路線の保存を台鉄に呼びかけた。施設の撤去を免れ、2010年6月5日に旧山線として再開業を迎えた。
- 台鉄捷運化による縦貫線地下化、高雄捷運の建設に伴い廃止となる予定だった高雄駅の駅舎保存運動を展開、駅前に駅舎ごと数10メートル移動され、高雄鉄路地下化展示館/願景館（中国語版）として2002年に開館、協会が運営を委託されている[12]。
- 2008年より毎年台湾高速鉄路公司が国内の小中高生を招いて主催する「20xx高鉄キャンプ（繁体字中国語: 高鐵營隊）」で当会役員が講師として基地見学イベントなどで解説を引き受けている[13]。
- 同じく同事業に伴い廃止となる予定だった高雄港駅の保存を高雄市に要請[14]、市政府文化局の指定古蹟認定に至った。2010年10月24日、駅舎は打狗鉄道故事館（現在は旧打狗駅故事館に改称）として一般市民に開放され、資料展示に貢献。市から運営を委託されるようになった。翌年1月24日には、DT609、CT251の両蒸気機関車も運び込まれ[15]、駅周辺の操車場と合わせて「哈瑪星鉄道文化園区」として市内屈指の観光スポットになっている。
- 2014年、台湾電力がかつて石炭輸送用に使用し、自社で保存していた機関車2両の引き受け先を探していたところ、真っ先に手を挙げ受け入れを表明。打狗鉄道故事館での常設展示が実現した。台電側は林口線廃止時に多くの鉄道ファンが集まったことで取り壊さずに保存をすることにしたという[8][16][17]。引渡時には結婚式に見立てた嫁入り風の式典が開催された。
- 2015年の屏東線の高架複線電化の際には、当協会が日本の鉄道写真家と台鉄局を橋渡しし、1977年の屏東駅の写真資料を展示できるようになった[18]。

台北機廠保存運動
台北機廠（英語: Taipei Railway Workshop）は台北市信義区で1935年から稼働していた台湾鉄路管理局の車両工場で、2013年にその機能を桃園市に新設された富岡車両基地に段階的に移転し、機廠も車両工場など複数の建造物が台北市指定古蹟に登録された。台鉄は跡地を総面積17haの60%にあたる約10haを住宅商業エリアにする高層ビル再開発事業を予定していた。背景には1,000億台湾ドルの累積債務を抱える台鉄がこれを開発利益計上の好機と捉えていたこと、信義区が台北市でも屈指の高地価エリアという事情もあった。
この事業に危機感を抱いた周辺住民は 台北機廠文史守護聯盟 を結成するなど、再開発の反対と機廠保存運動を展開した。
これに賛同した協会は中華民国文化部だけでなく立法院、台北市政府などに全域の国定史蹟登録を申請するなど全面的に支援を行った。
2014年9月25日に台北市都市計画委員会で一旦は都市計画変更案が通過したものの、2015年3月15日に文化部は台北機廠全域の国定古蹟指定を決定した。
鉄道文化協会は「国家レベルの鉄道博物館がなく、ここを活用するべく続けてきた長年の努力が実った。」とコメントしている。その後文化部と交通部は台北機廠を鉄道博物館化するプロジェクトで協力する覚書を締結する運びとなった。

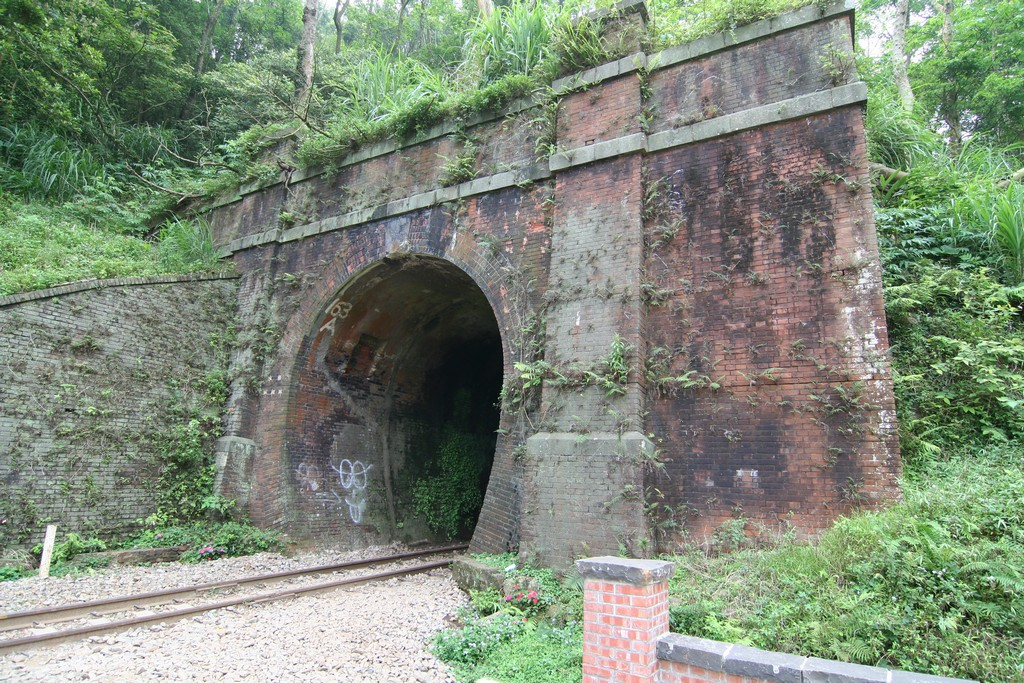
旧山線
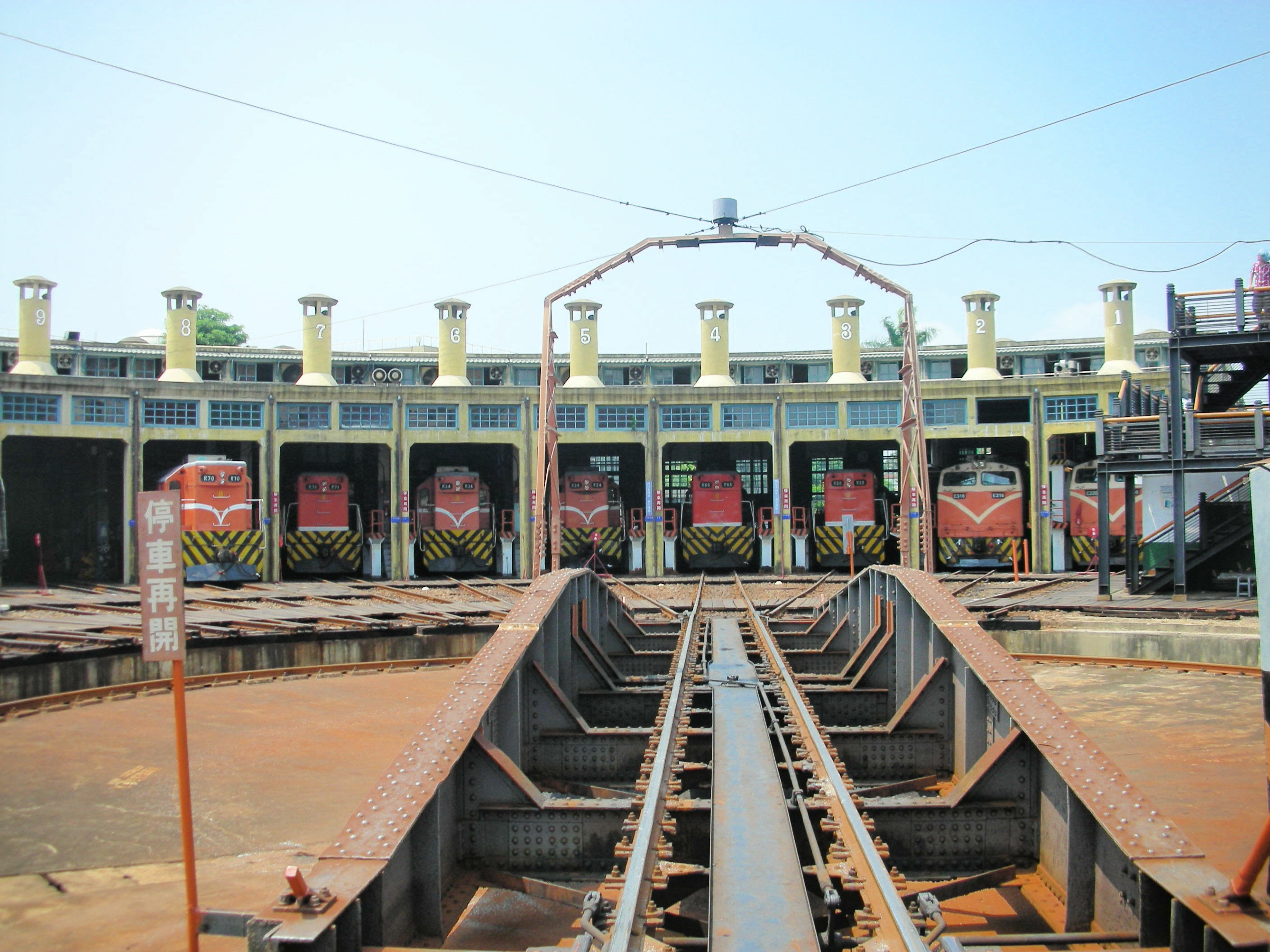
彰化扇形庫
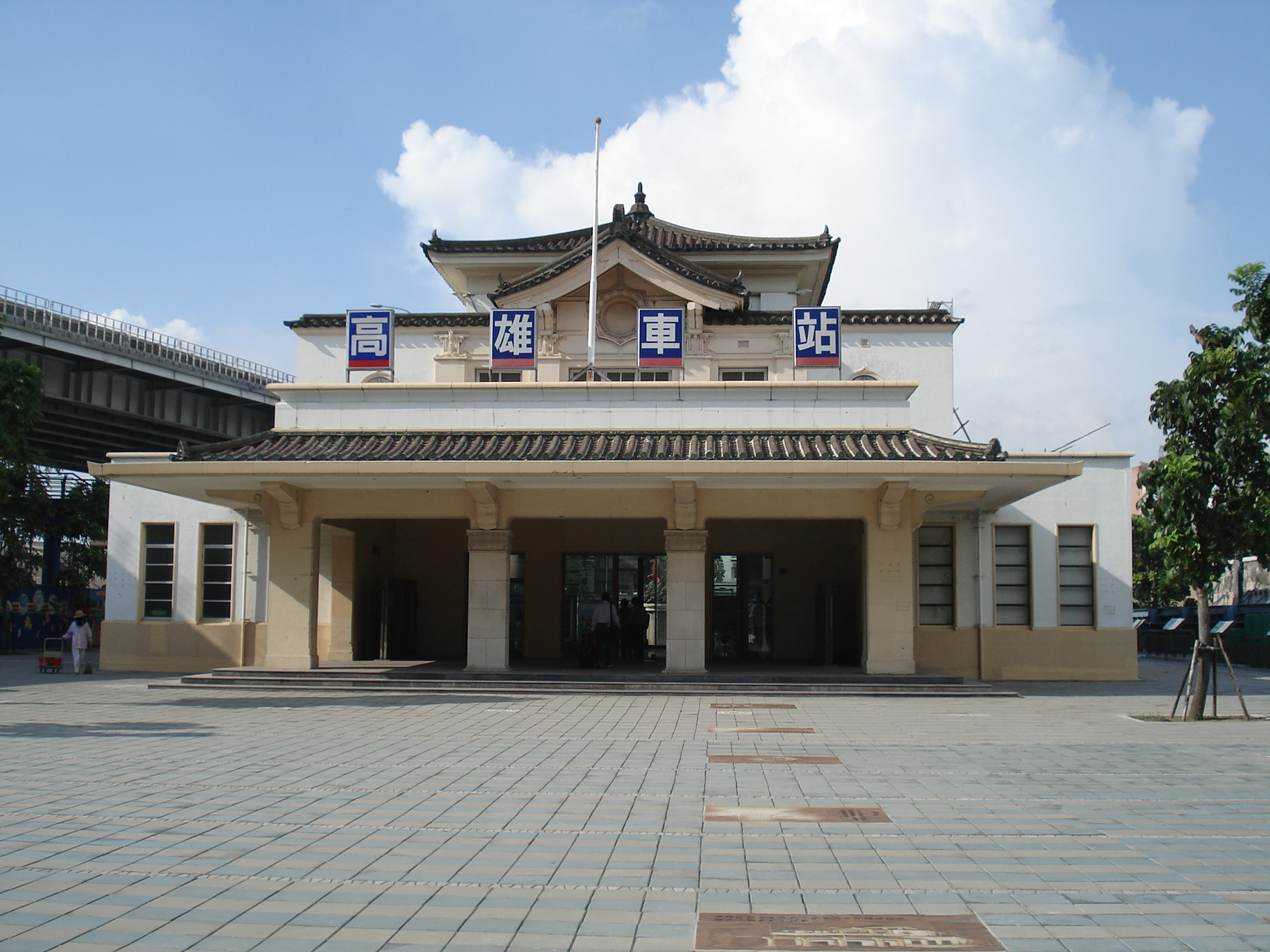
高雄駅地下化展示館（元高雄車站願景館）
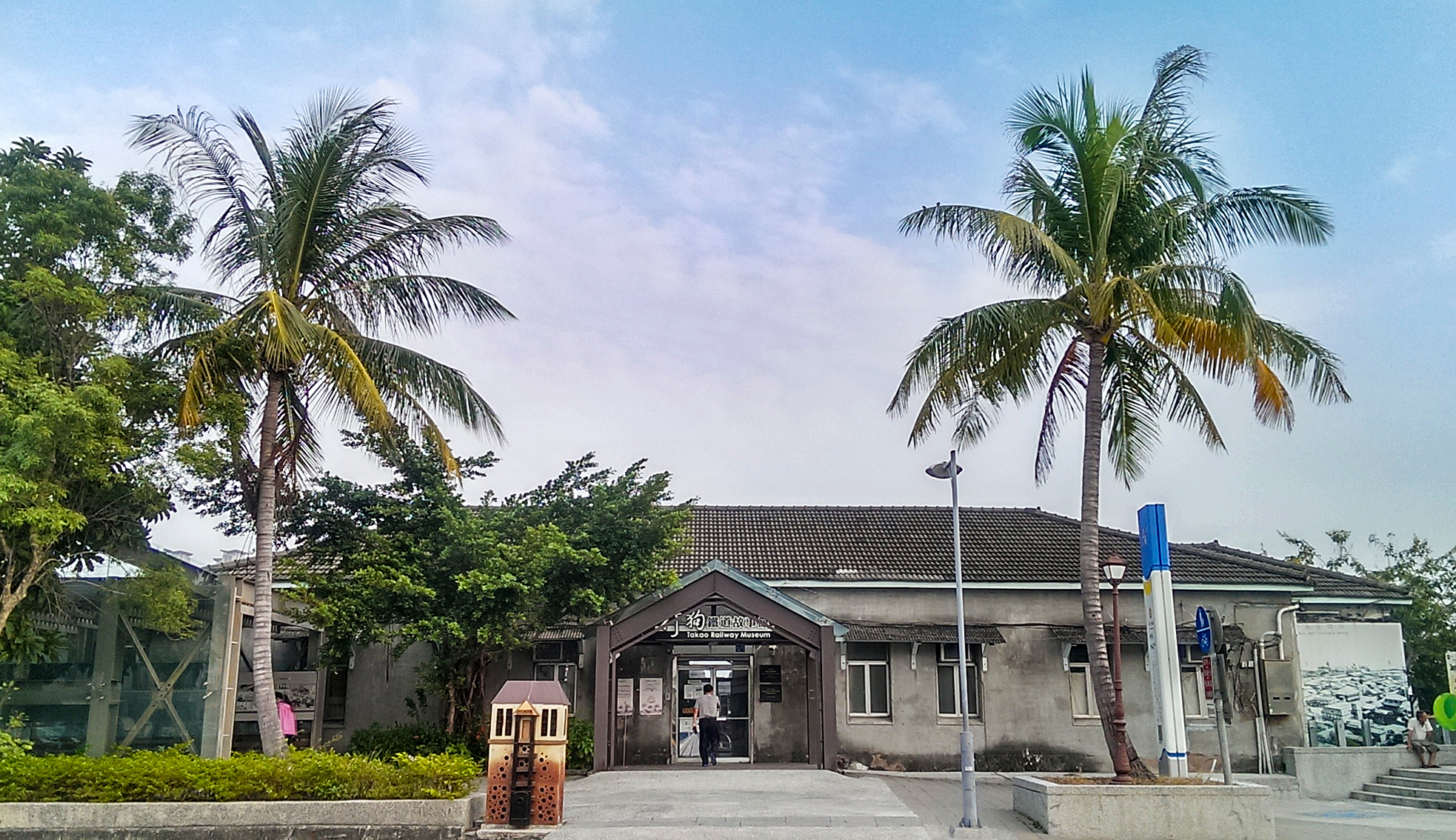
旧打狗駅故事館
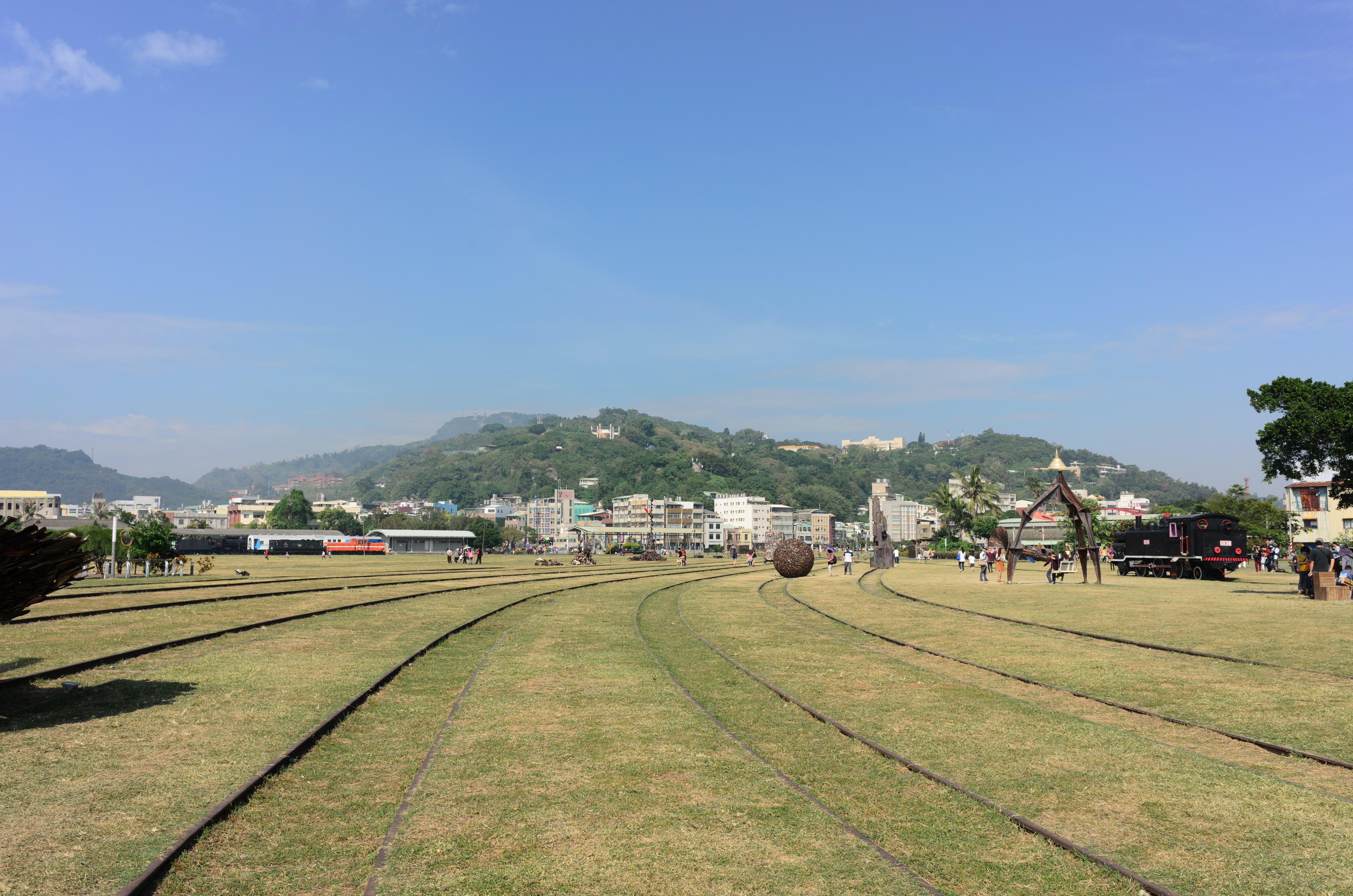
哈瑪星鉄道文化園区全景
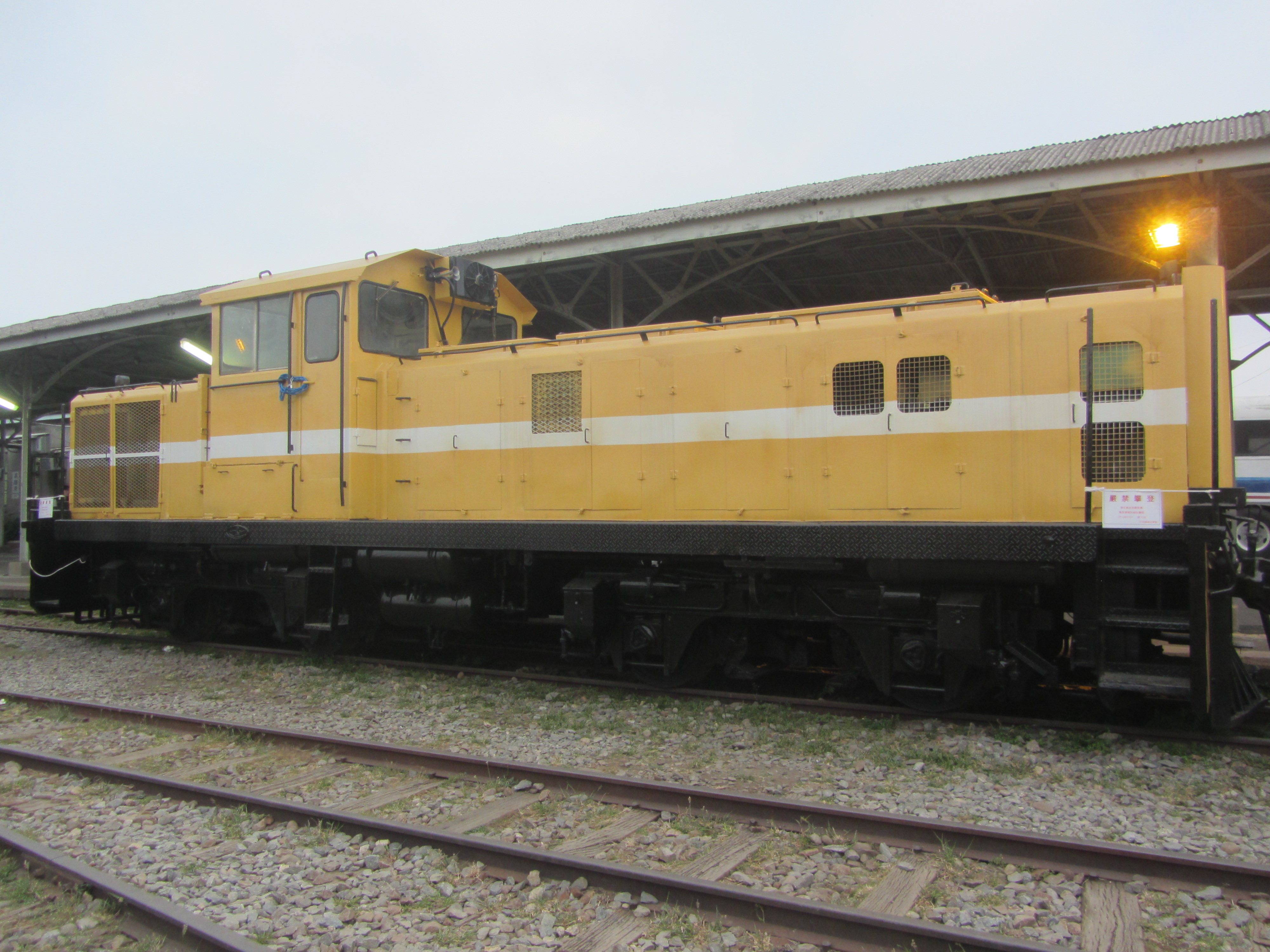
台電L02機関車（日立製）
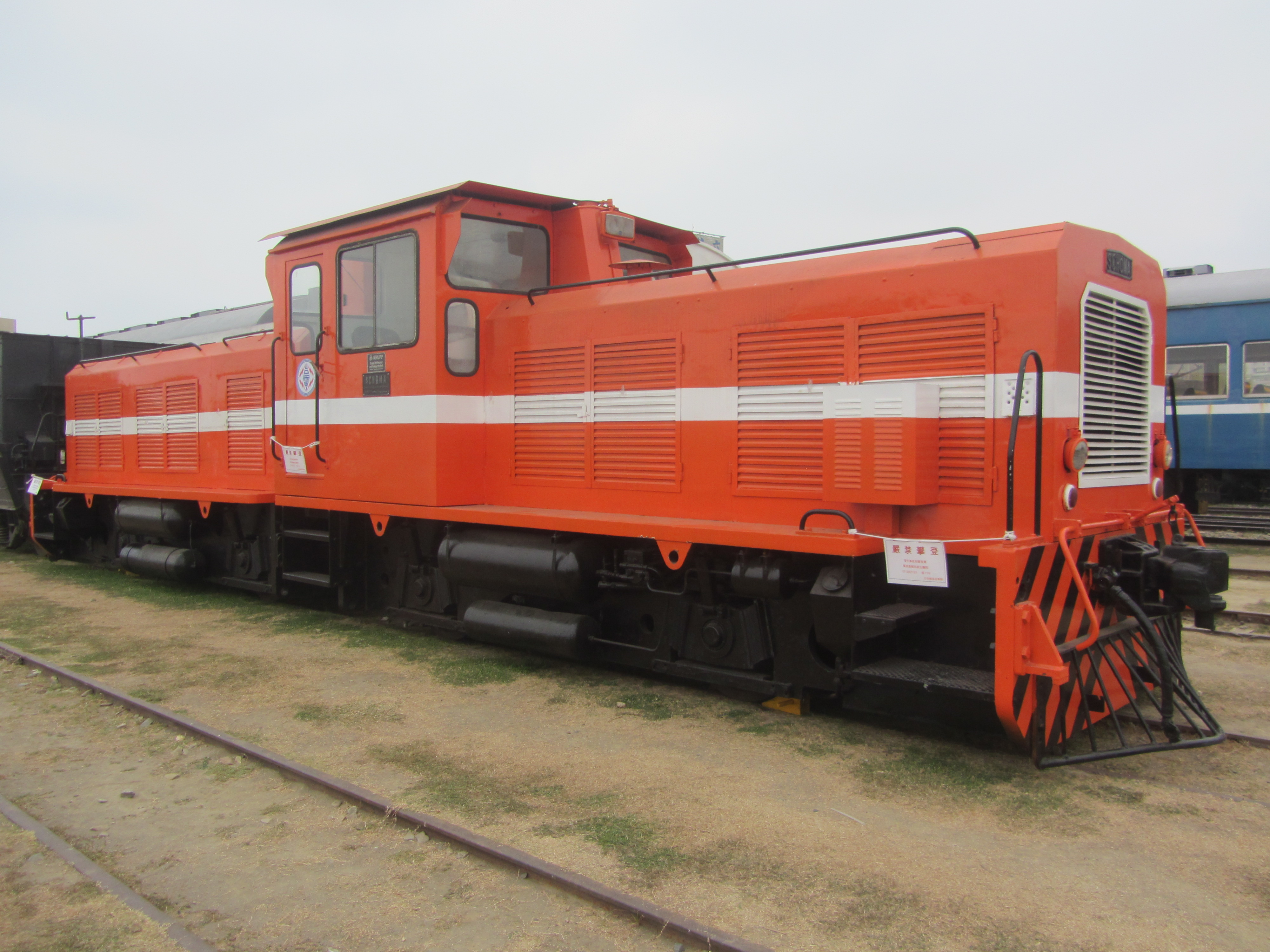
台電L03機関車（ドイツ・ショーマ(SCHÖMA)製）
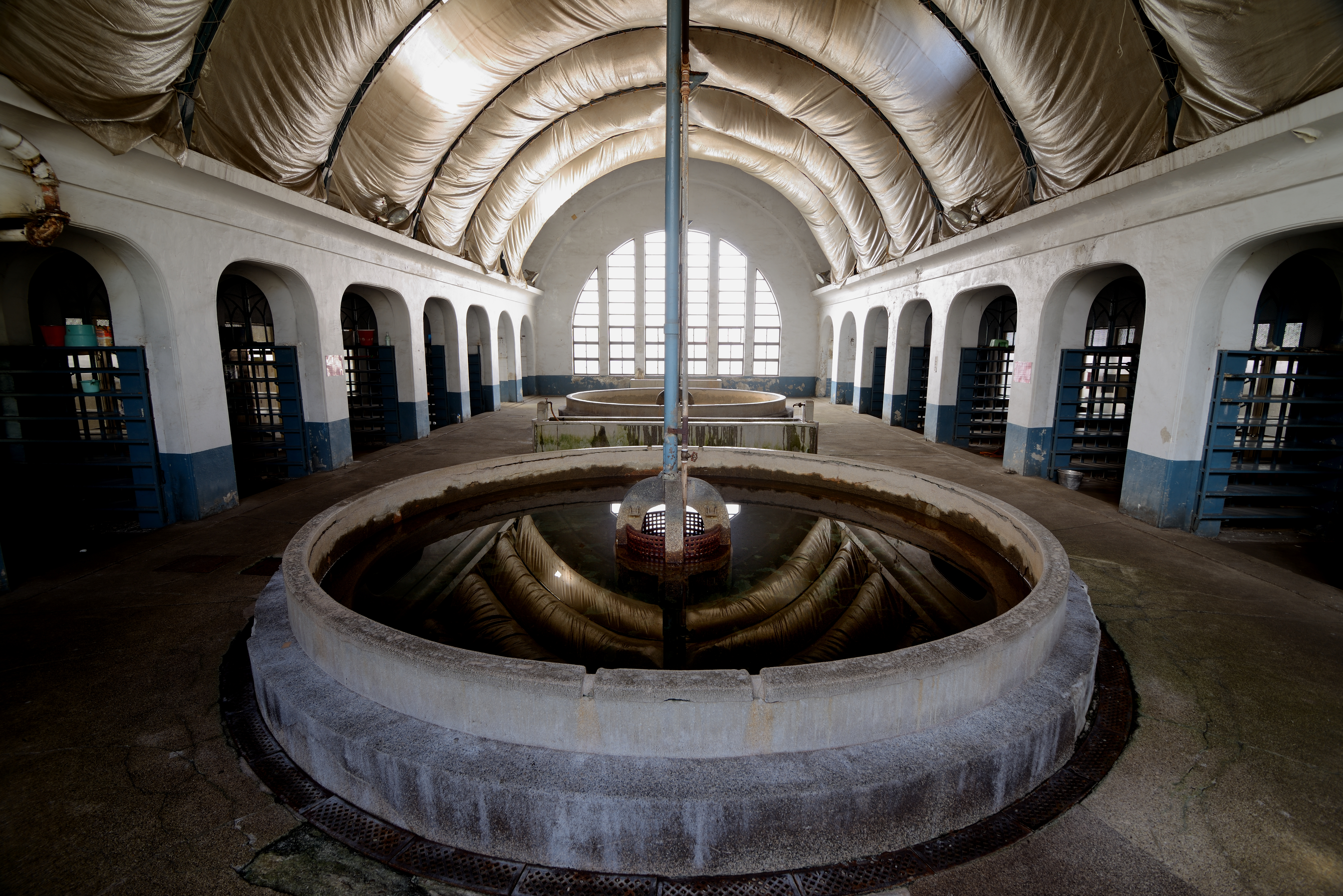
台北機廠

## 出版活動
鐵道情報
協会設立前に前身の交大鉄道研究会が1989年3月より「鐵道情報」というタイトルで会報誌を発行していた。
当初はB4大用紙1枚で会員向けに配布していた。
インターネットが発達・普及する前の当時の鉄道ファンには新着情報と知識を得る貴重な情報源だった。協会設立後は雑誌形態として隔月刊で編集・出版を続けている。その後発行母体は2017年より協会メンバーの1人である古庭維が運営する企業に移転した。（ISSN：2073-2163）、原則偶数月の下旬に発売。
協会名義の出版品
- 台灣蒸汽火車紀行（著：谷口孝志、日中翻訳：洪致文） - 中文版：ISBN 978-957-99335-4-4、日本語版：ISBN 9784887161795
- 台鐵花車百年史（著：洪致文） - ISBN 978-957-99335-5-1
- カレンダー[31]

## 主催活動

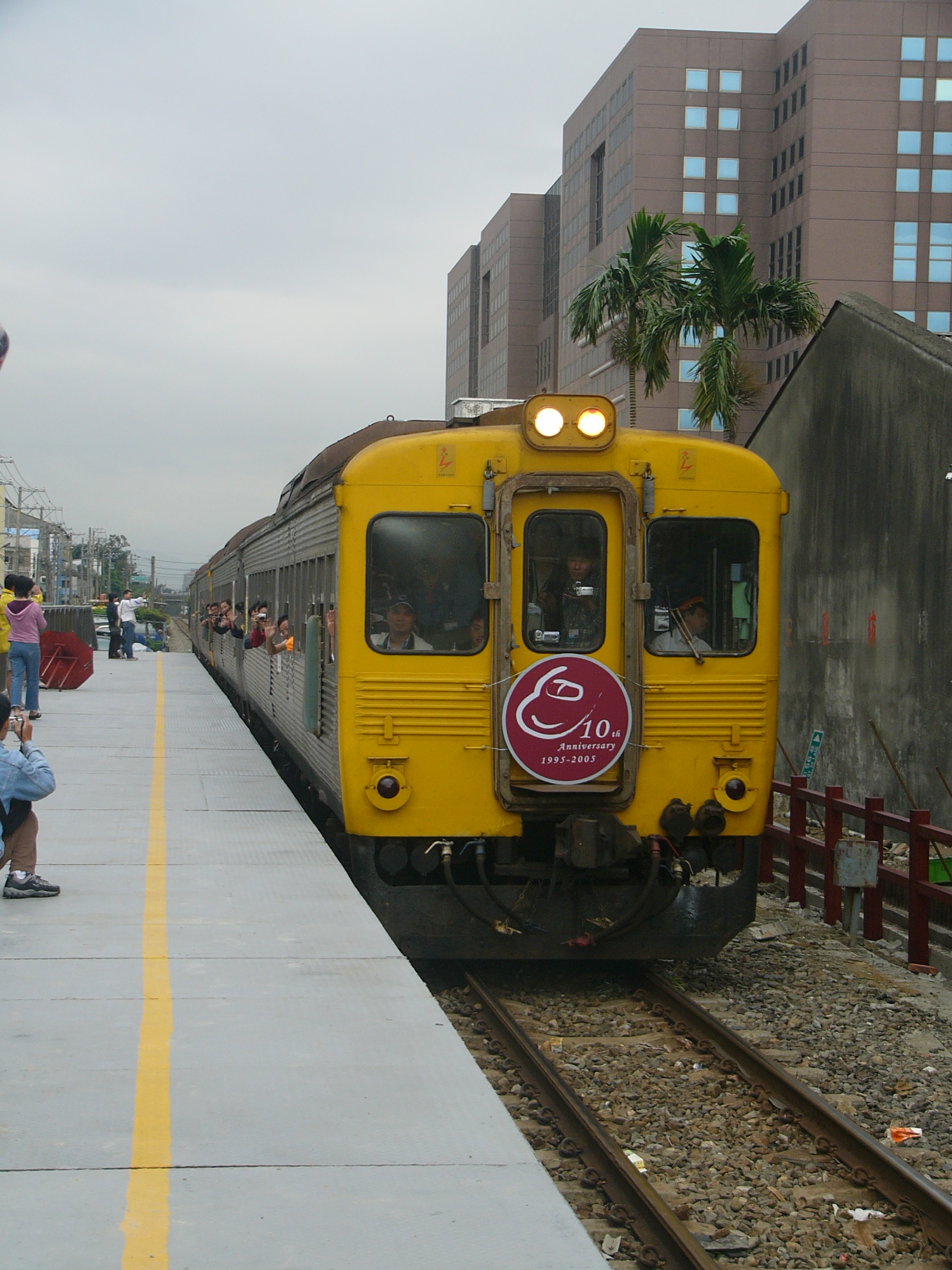
設立10周年記念で協会ロゴのヘッドマークを掲げた特別列車（2004年・林口線）

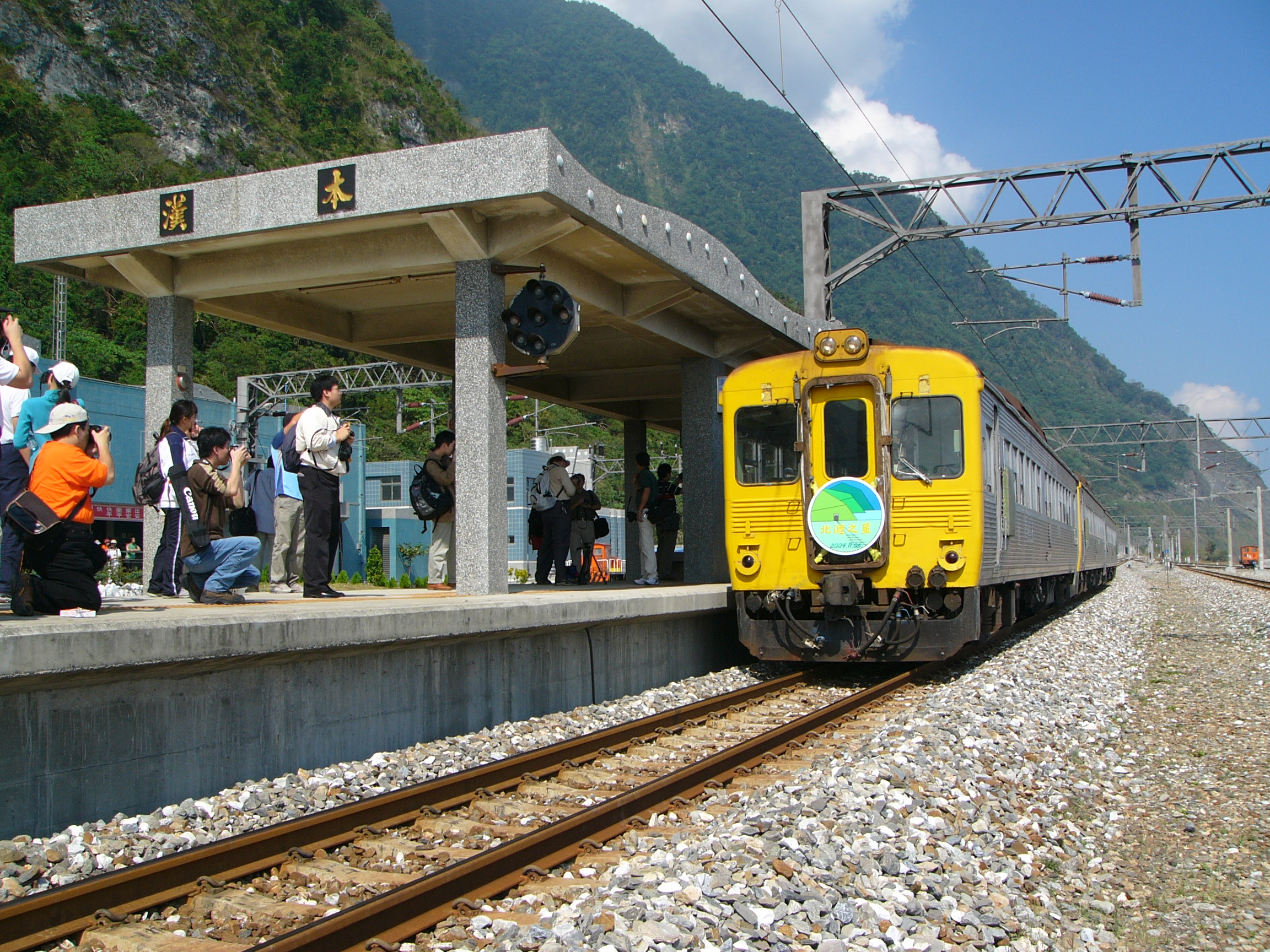
漢本駅でのDR2700北迴之星号（2004年・北廻線）

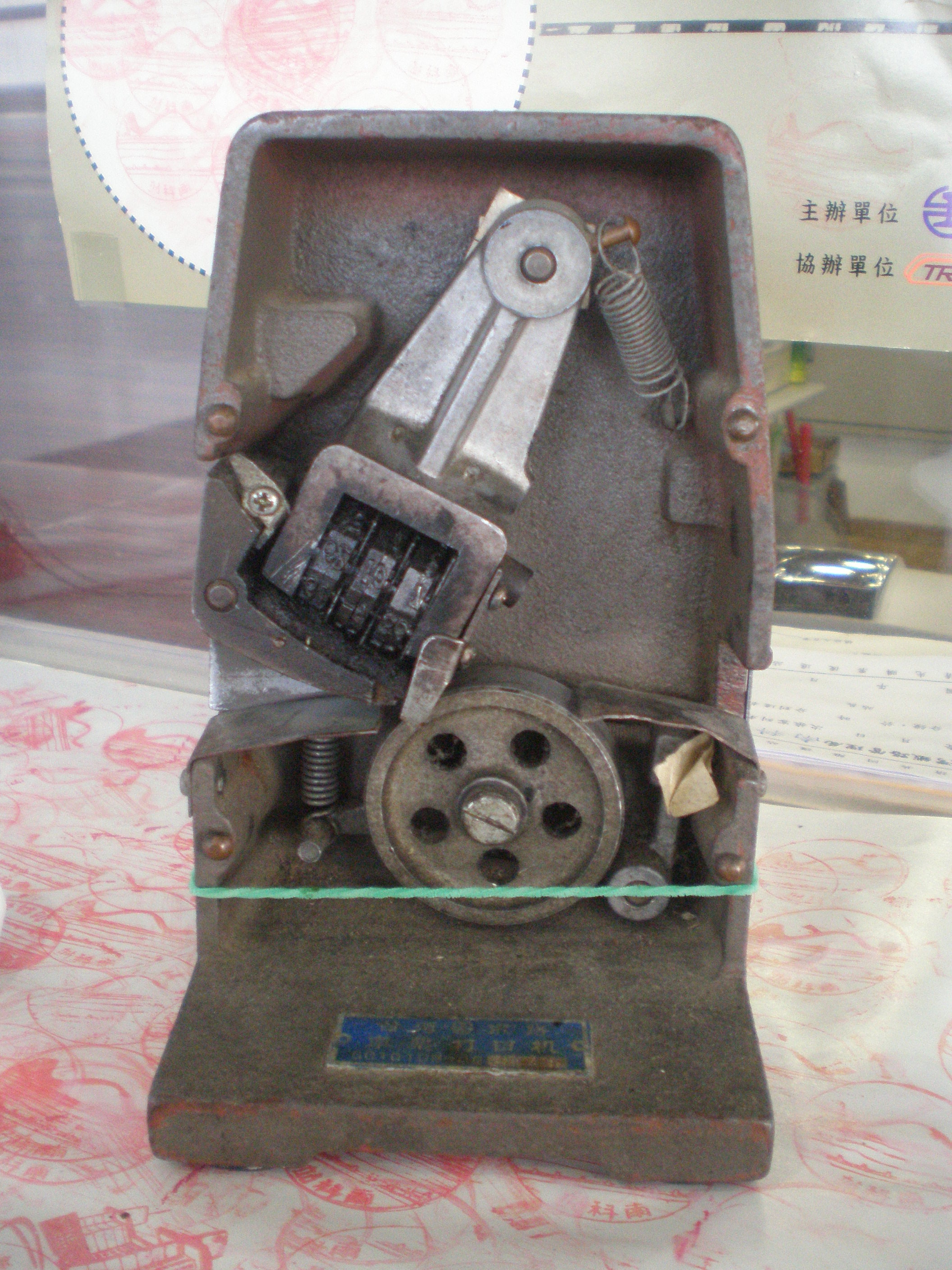
台鉄のダッチングマシン

- 1993年7月 - 協会前身の交通大鉄研主催で高雄臨港線で旅客列車を運行[32]。
- 1996年10月31日 - 台鉄光華号30周年記念で「光華三十」活動主催。DR2700型を台北駅→（海線）→台中駅→高雄駅の経路で運行。
- 1999年2月27日 - 高雄市政府、高雄市観光協会、台鉄との共催により、民国88年観光節「港都霄搖遊」の一環で「火車遊港 圓一個高雄夢」活動として翌28日まで高雄臨港線で特別列車を運行[33]。これが臨港線における政府機関主催の初の旅客列車となっただけでなく、後のDoDo火車（中国語版）つながった。
- 2004年1月10日 - 高雄臨港線で莒光号客車の改造を行っている「隆成発公司鉄工廠」の支線で敷地まで乗り入れ工場見学の特別列車を運行[34]。
- 2005年
  - 10月22日 - 翌23日までRCS設立10周年記念号として10月22日にR21（中国語版）号電気機関車牽引による4両のSPK2300型（中国語版）客車列車を彰化駅→（海線）→新竹駅→内湾駅の経路で232次臨時特別列車を運行。出発の際には彰化扇形庫にてCK124の汽笛による出発進行の合図も執り行われた[35][36]。10月23日はDR2700型4両で新竹→桃園駅→林口線長興駅→桃園の経路で570/571次専用列車を運行。
  - 11月6日 - 台鉄からチャーターしたDR2700型3両による特別列車「北迴之星」号を樹林 - 花蓮間で運行[37]。
- 2006年6月10日 - 鐵路節と平渓線85周年に合わせたCK124牽引の特別列車を松山駅→菁桐駅で運行[38][39]。
- 2007年12月22日 - R21号電気機関車にTP/TPK32200型3両を連結した普快車を台中駅→台中港二号碼頭→彰化駅間で運行、台中港線で初の旅客列車運行となった[40]。
- 2009年8月22日 - 翌23日まで2009洄瀾之星および鐵道情報20周年活動[41]。
  - 専用編成
    - 411次・414次：R122+35SPK32733T+35SPK32726T
    - 412次・413次：（花蓮方）R122+35SPK32733T+35SPK32726T+R174（花蓮港方）

  - 専用列車運行情報
    - 8月22日411次：樹林駅（参加者は南港駅から乗車）→花蓮駅
    - 8月23日413次：花蓮駅→花蓮港駅→花蓮港18号碼頭（亞泥側線）→花蓮港駅
    - 8月23日412次：花蓮港駅→北埔駅→花蓮駅
    - 8月23日414次：花蓮駅→樹林駅
- 2010年12月31日 - 乗車券に日付を刻印するダッチングマシンは日本統治時代から使われ、電算化後も細々と記念切符用に維持されてきたが、年数が2桁のみのため2011年の民国紀元100年に対応できず役目を終えることに伴い、物理的に印字可能な最後の日付である民国99年（2010年）12月31日が印字された1,000枚限定の高雄港駅記念切符を協会主催で故事館にて販売した[42]。なお、日本の製造元に照会、支援要請したところ100年問題解決に目途がつき、その後も使用されることになった[43]。
- 2015年11月28日 - 「文化協会設立20周年」関連活動開催[44][45]
  - DR2700型「銀漾白鐵‧鐵協光華」専用列車運行（鉄道サークル「南方公園」との共催）。8両のDR2700型を台北から縦貫線、台中線、屏東線と南廻線経由で台東まで運行。参加者は高雄駅で下車し、夕食会を伴う形式だった。
  - 同日晩に「打狗鉄道故事館開館五周年および鉄道文化協会設立20周年慶祝感謝イベント」を旧高雄港駅ホームで開催
  - 「鉄道印象特展」開催（11月28日から12月31日）

## 受賞歴
- 協会刊行「鐵道情報」：行政院新聞局主催第36回金鼎獎（ゴールデン・トライポッド・アワード）2012 最優秀大衆科学雑誌に選定[46][47]。
- 打狗鉄道故事館→旧打狗駅故事館/哈瑪星鉄道文化園区
  - ネイションズ・イン・ブルーム（英語: Nations in Bloom、UNEP承認団体）主催リブコムアワード2013（英語: The International Awards for Liveable Communities）建築プロジェクト部門金賞[48][49][50]
  - 行政院選定、第五回「政府服務品質獎」[51]